# トーア・ハガー
トーア・ハガー / Toa Hagaは玩具メーカー・レゴ社が作るストーリーライン・バイオニクルに登場する架空のヒーロー達であるトーアのチーム名。

## トーア・ハガー / Toa Haga

### メンバー
ノリック / Norik
- カノイ：縮小のグレートカノイ「ペークイー」

炎のトーアで、トーア・ハガーのリーダー。
武器はラヴァスピアー。ペークイーの力によって、自身の体の大きさを自在に小型化させることができる。
ガーキ / Gaaki
水のトーア。
イルイニ / Iruini
- カノイ：瞬間移動のグレートカノイ「クアルシー」

大気のトーア。
武器はサイクロンスピアー。
プークス / Pouks
岩石のトーア。
ボモンガ / Bomonga
大地のトーア。
クアルス / Kualus
氷のトーア。